# Bednarzowe Korycisko

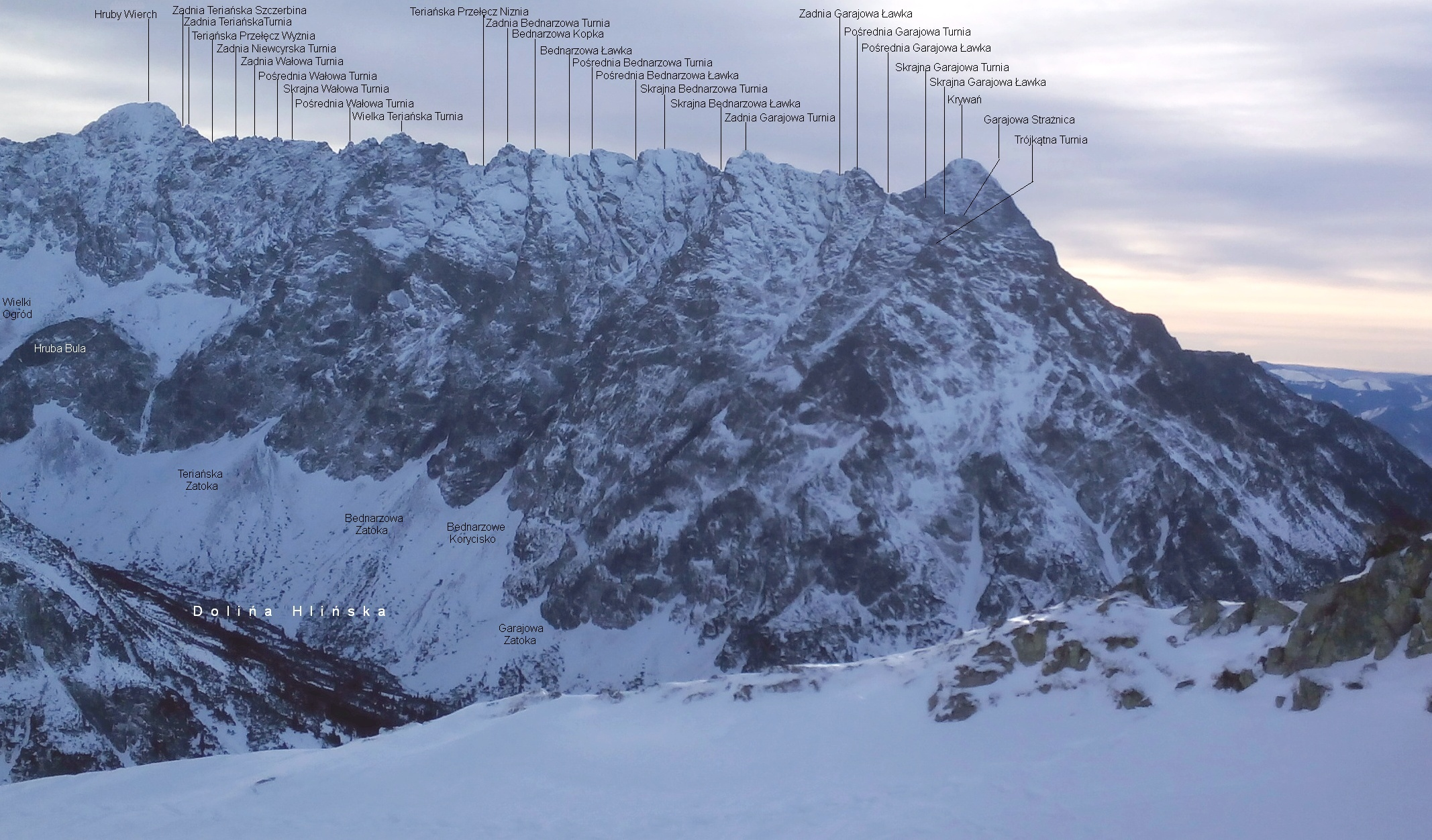
Widok od północy. Bednarzowe Korycisko wśród opisanych obiektów

Bednarzowe Korycisko – wypełniona piargiem zatoka wcinająca się w północno-wschodnie podnóża Grani Hrubego w słowackich Tatrach Wysokich. Znajduje się w wylocie dwóch równoległych żlebów opadających z dwóch siodełek Skrajnej Bednarzowej Ławki i rozdzielonych wąskim i urwistym żebrem. Bednarzowe Korycisko jest długie, dochodzi prawie do Hlińskiego Potoku. Jest stosunkowo młode, o czym świadczy jasny kolor wypełniających go piargów oraz fakt, że nie zdążyło jeszcze utworzyć typowego stożka piargowego. Przez większą część roku przykryte jest śniegiem zanikającym dopiero pod koniec lata.
Nazwę tej formacji skalnej nadał Władysław Cywiński w 14 tomie przewodnika wspinaczkowego Tatry. Grań Hrubego. Jest punktem startowym dla kilku dróg wspinaczkowych.
U północno-wschodnich podnóży Grani Hrubego jest w Dolinie Hlińskiej kilka wypełnionych piargami zatok i stożków piargowych. Największe z nich to: Teriańska Zatoka, Bednarzowa Zatoka, Bednarzowe Korycisko, Garajowa Zatoka i stożek piargowy u podnóży Hrubej Buli. Wszystkie one mają znaczenie orientacyjne; pomagają taternikom w rozpoznaniu miejsca startowego do dróg wspinaczkowych, zwłaszcza w sytuacji, gdy wierzchołki turni ukryte są w chmurach. 